# Yusuf Akçiçek
Yusuf Akçiçek (Bakırköy, 25 gennaio 2006) è un calciatore turco, difensore del Fenerbahçe.

## Carriera

### Club
Akçiçek è cresciuto nel settore giovanile del Fenerbahçe, con cui ha firmato il primo contratto professionistico il 7 luglio 2023. Ha debuttato in prima squadra il 9 novembre seguente nell'incontro valido per la fase a gironi di Europa League perso 2-0 contro il Ludogorec.

### Nazionale
Dopo avere giocato con le selezioni giovanili turche Under-17, Under-18 e Under-19, il 23 marzo 2025 ha esordito con la nazionale maggiore nel successo per 0-3 in Nations League in casa dell'Ungheria.

## Statistiche

### Presenze e reti nei club
Statistiche aggiornate al 23 gennaio 2025.
| Stagione        | Squadra         | Campionato      | Campionato | Campionato | Coppe nazionali | Coppe nazionali | Coppe nazionali | Coppe continentali | Coppe continentali | Coppe continentali | Altre coppe | Altre coppe | Altre coppe | Totale | Totale |
| Stagione        | Squadra         | Comp            | Pres       | Reti       | Comp            | Pres            | Reti            | Comp               | Pres               | Reti               | Comp        | Pres        | Reti        | Pres   | Reti   |
| --------------- | --------------- | --------------- | ---------- | ---------- | --------------- | --------------- | --------------- | ------------------ | ------------------ | ------------------ | ----------- | ----------- | ----------- | ------ | ------ |
| 2023-2024       | Fenerbahçe      | SL              | 1          | 0          | CT              | 0               | 0               | UECL               | 3                  | 0                  | -           | -           | -           | 4      | 0      |
| 2024-2025       | Fenerbahçe      | SL              | 5          | 0          | CT              | 3               | 1               | UCL+UEL            | 0+6                | 0+1                | ST          | 1           | 0           | 15     | 2      |
| Totale carriera | Totale carriera | Totale carriera | 6          | 0          |                 | 3               | 1               |                    | 9                  | 1                  |             | 1           | 0           | 19     | 2      |